# 반룽

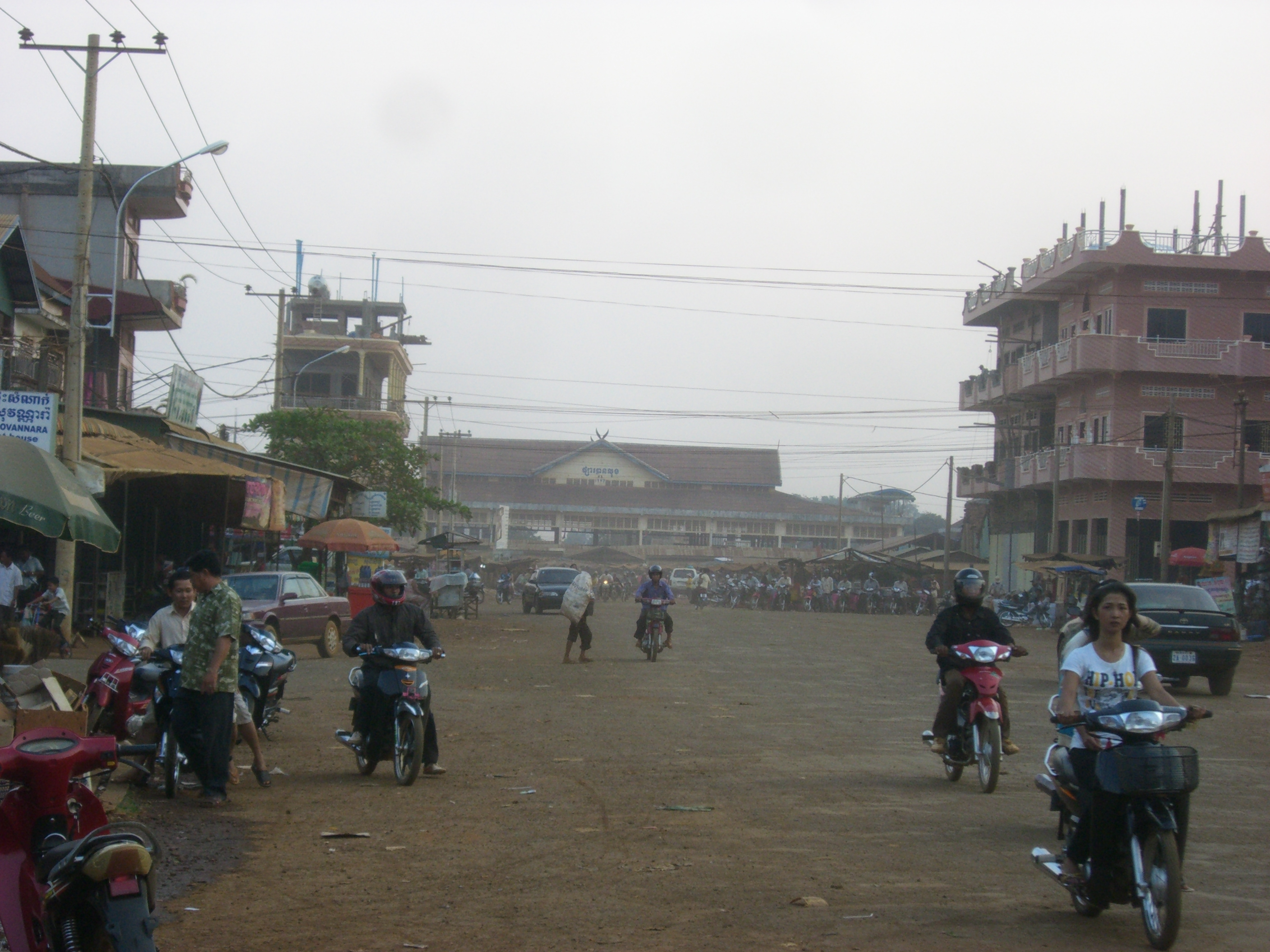
반룽 시가지

반룽(크메르어: បានលុង, 영어: Banlung)는 캄보디아 북동부 라타나키리 주의 주도로, 인구는 30,399명(2019년 기준)이다. 과거 라반시에크(Labansiek)라는 이름으로 알려지기도 했다. 이 지역의 상업 중심지로서 주변에 있는 마을에는 소수 민족이 많이 거주하며 거리에는 상점이 들어서 있다.
1. ↑  “General Population Census of the Kingdom of Cambodia 2019 – Final Results” (PDF). 《National Institute of Statistics》. Ministry of Planning. 2021년 1월 26일. 2021년 2월 4일에 확인함.